# قارچ‌های چتری
قارچ‌های چتری یا بازیدیومیست‌ها (نام علمی: Basidiomycota) (به انگلیسی: Basidiomycota) نام یک شاخه از فرمانرو قارچ و زیرفرمانرو دوهستگان است. شاخه دیگر قارچ‌های کیسه‌ای هستند.Basidiomycota یکی از دو بخش بزرگی است که همراه با آزکومایسیتها زیرمجموعه دیکاریا (اغلب به عنوان "قارچ های بالاتر" نامیده می شود) در قلمرو قارچ ها را تشکیل می دهند. اعضا به نام بازیدیومیست شناخته می شوند. به طور خاص، بازیدیومیستها شامل این گروه‌ها می‌شود: آگاریک‌ها، پف‌بالک‌ها، بوی بدبو، قارچ‌های براکتی، سایر پلی‌پورها، قارچ‌های ژله‌ای، بوته‌ها، لوسترها، ستارگان زمینی، سموت‌ها، بنت‌ها، زنگ‌ها، مخمرهای آینه‌ای و کریپتوکوکوس، مخمر بیماری‌زای انسان.
قارچ‌های چتری یا قارچ‌های خوشه‌ای یا چماقی شامل قارچ‌های عامل زنگ، سیاهک‌ها؛ قارچ‌های خوراکی، پلی‌پورها و قارچ‌های ژله‌ای می‌باشند.
این قارچ‌ها بزرگ و اغلب پرسلولی هستند و به همین دلیل شناخت آنها آسان است. قارچ‌های چتری هر ۴ تا هاگ خود را توسط پایه‌هایی بر روی هاگدانی به نام بازیدی متصل نگه می‌دارند. هاگ‌ها در شرایط مطلوب رشد کرده و مبدل به چتر قارچ می‌شوند. از انواع قارچ‌های چتری سمی می‌توان به آمانیتا اشاره نمود. همچنین سیاهک گندم و زنگ گندم نیز از گروه بازیدیومیست‌های انگلی هستند. از میان بازیدیومیست‌ها ۲۰۰ نوع قارچ خوراکی و ۷۰ نوع قارچ سمی وجود دارد. سیاهک گندم خسارت‌های زیادی را در مزارع گندم سبب می‌شود. قارچ‌های چتری به‌طور کلی آفت غلات به‌شمار می‌آیند.

## طبقه بندی
طبقه‌بندی در سال ۲۰۰۷ میلادی، که توسط ائتلافی از ۶۷ قارچ‌شناس به تصویب رسید، سه زیر شاخه 
- Pucciniomycotina
- Ustilaginomycotina
- Agaricomycotina و دو گونه دیگر در سطح کلاس (Wallemiomycetes Entorrhizomycetes) را خارج از این‌ها، در بین بازیدیومیست ها شناسایی کرد. همانطور که در حال حاضر طبقه بندی شده است، زیر شاخه ها به گروه های طبقه بندی منسوخ مختلفی که قبلاً برای توصیف بازیدیومیستها استفاده می شد، می پیوندند و همچنین برش می دهند. بر اساس یک برآورد در سال ۲۰۰۸، بازیدیومیستها شامل سه زیر شاخه (شامل شش طبقه نامتخصص) ۱۶ کلاس، ۵۲ راسته، ۱۷۷ خانواده، ۱۵۸۹ جنس و ۳۱۵۱۵ گونه است.  Wijayawardene و همکاران  در سال ۲۰۲۰ به روز رسانی تولید شد که ۱۹ کلاس را شناسایی کرد (آگاریکومیست ها، آگاریکوستیلبومیست ها، آترسیلومیست ها، بارتلتیومیست ها، کلاسیکولومیست ها، کریپتومیکوکولاکومیست ها، سیستوبازیدیومیست ها، داکریمیست ها، اگزوباسیدیوومیست ها، مالاسزیدیومیست ها، مالاسزیدیومیست ها، مالاسزیدیومیست ها، مالاسزیدیومیست ها، مالاسزیدیومیسی ها Pucciniomycetes، Spiculogloeomycetes، Tremellomycetes، Tritirachiomycetes، Ustilaginomycetes و Wallemiomycetes) با چند مرتبه  و جنس.[۲]

## چرخه زیستی قارچ‌های چتری
ساختار تولید مثلی آن‌ها گرز مانند بوده و هاگ‌ها روی آن تشکیل می‌شود و بازیدیوم نام دارد. تولید مثل غیر جنسی در بازیدیومیست‌ها نادر بوده و فقط در سیاهک‌ها و زنگ‌ها به فراوانی روی می‌دهد. زنگ‌ها و سیاهک‌ها از عوامل بیماریزا در گیاهان (غلات) هستند. نخینه‌ها، دیواره عرضی ناقص دارند. بسیاری از قارچ‌های چتری، بی‌ضررند اما بعضی مثل قارچ مگس (آمانیتا موسکاریا) ممکن است کشنده باشند.

## تولیدمثل
تشکیل هاگ‌ها، در بازیدیوم‌های زیر شکاف‌های زیر کلاهک است. درون هر بازیدی، دو هسته هاپلویید، ادغام شده و هسته دیپلویید حاصل می‌آید. از میوز هسته دیپلویید، چهار هسته هاپلویید ایجاد می‌شود که از رویش هر یک نخینه‌های هاپلویید ایجاد می‌شود. نخینه‌های دو قارچ با هم ادغام شده و از رشد نخینه‌های ادغام شده چتر حاصل می‌آید.